# 胡拱辰
胡拱辰（1417年—1508年），字共之，號敬所，浙江淳安縣（今浙江省杭州市淳安縣）人，明朝政治人物。

## 生平
正統三年（1438年）戊午科浙江鄉試第十六名，正統四年（1439年）聯捷進士，為黟縣知縣，有惠政，擢御史。景泰元年（1450年）六月，以江西道监察御史出任為贵州布政司左參政，后母丁憂，之後調廣東布政司左參政、歷任廣西右布政使、四川左布政使、右布政使。成化八年（1472年），拜南京右副都御史，提督操江。成化十一年，升南京兵部右侍郎。同年十二月，后改右副都御史，总督南京粮储，后升南京工部尚書。成化二十二年（1486年），致仕。正德三年去世，贈太子少傅，諡莊懿。